# ثيوبالد الخامس، كونت بلوا
ثيوبالد الخامس (1130 - 20 يناير 1191) والمعروف أيضا بـ ثيوبالد الطيب (الفرنسية:Thibaut le Bon)؛ كان كونت بلوا من 1151 حتى وفاته، هو الابن الثاني لـ ثيوبالد الثاني، كونت شامبانيا وماتيلدا دي كارينثيا، على رغم أنه الابن الثاني ورث ثيوبالد بلوا وشارتر، في حين ورث شقيقه الأكبر هنري المقاطعة أكثر أهمية شامبانيا.
تزوج أولا من سيبيل دي شيتورنولت  وحكما المقاطعة سوياً، ثم في 1164 تزوج من أليس من فرنسا ابنة الثانية لـ لويس السابع ملك فرنسا وزوجته الأولى إليانور دي آكيتاين.
وفقا للمصادر اليهودية في العصور الوسطى، في 1171 كان ثيوبالد مسؤولا عن تنظيم أول فرية الدم في أوروبا القارية، ونتيجة للمحاكم كنسية أدى إلى احرق 30 أو 31 شخصاً من الطائفة اليهودية.
شارك في الحملة الصليبية الثالثة، بحيث وصل هناك في صيف 1190 وتوفي في 21 يناير 1191 أثناء حصار عكا.

## الأبناء
كان لـ ثيوبالد وأليس سبعة أبناء:-
- ثيوبالد؛ توفي صغيراً.
- فيليب؛ توفي صغيراً.
- هنري؛ توفي صغيراً.
- لويس الأول، كونت بلوا، (توفي. 1205).
- أليس؛ راهبة.
- مارغريت؛ تزوجت أولا من أوتو الأول، كونت بورغندي، ثم من والتر دي أفيسنيس، وفي وقت لاحق أصبحت كونتيسة بلوا.
- إيزابيل، (توفيت. 1248).